# Turgenia
- Commons
- Wikispecies

Turgenia é um género botânico pertencente à família Apiaceae.
1. ↑  «Turgenia — World Flora Online». www.worldfloraonline.org. Consultado em 19 de agosto de 2020